# Ghiacciaio McLeod
Il ghiacciaio McLeod è un ghiacciaio lungo circa 20 km situato sulla costa della regione settentrionale della Terra di Oates, in Antartide. In particolare, il ghiacciaio, il cui punto più alto si trova a circa 820 m s.l.m., fluisce verso nord-est partendo dalla regione settentrionale del versante orientale dei colli Wilson e scorrendo tra il versante occidentale della cresta Cook e quello orientale della cresta Stanwix, fino a entrare nella baia di Davies.

## Storia
Il ghiacciaio McLeod è stato mappato da cartografi australiani sulla base di fotografie aeree scattate nel 1947 durante l'operazione Highjump, condotta dalla marina militare statunitense, ed è stato così battezzato dal Comitato australiano per i toponimi e le medaglie antartici in onore del geologo Ian R. McLeod, leader di una squadra aviotrasportata che visitò quest'area durante una spedizione australiana di ricerca svolta nel 1961.